# Trachycorystes porosus
Trachycorystes porosus es una especie de pez de la familia Auchenipteridae en el orden de los Siluriformes.

## Hábitat
Es un pez de agua dulce y de clima tropical.

## Distribución geográfica
Se encuentran en Sudamérica: Brasil.